# Jacobus Koning
Jacobus Koning, bekend als Jac. Koning, (Brielle, 20 april 1854 – Amsterdam, 27 november 1917) was een Nederlands dirigent, arrangeur en pianist.
Hij was zoon van Gerrit Pieter Koning en Henriette Anna Margaretha van Hunsel. Zelf was hij vanaf 1887 tot 1911 getrouwd met Maria Anna Voorthuis
Hij kreeg zijn muziekopleiding van zijn vader die organist en muziekonderwijzer was te Brielle. Het gezin werd overgeplaatst naar Den Haag. De jonge Jacob kreeg toen muzieklessen van Willem Nicolaï. Na het overlijden van zijn vader nam hij dienst bij het instructiebataljon dat in Kampen gelegerd was. Hij begon even later te musiceren bij het Zesde Regiment te Breda. Toen de stafmuziekcorpsen werden opgericht was hij speelde hij er de bariton en saxofoon. Hij speelde onder kapelmeesters als Paul Albin Stenz en G. Dorreboom en klom daar op tot tweede kapelmeester. Vanaf 1884 was hij zelf kapelmeester van de Koninklijke Nederlandse Marine in Den Helder, na het artistiek echec met C.A.W. Bernardt. Koning bracht de muzikaliteit weer op peil. In 1903 werd hij bevorderd tot tweede luitenant aldaar. In 1907 ging hij met pensioen en werd opgevolgd door Adrianus Leonardus Hazebroek, onder wiens leiding vermoedelijk voor het eerst plaatopnamen werden gemaakt.
Koning werd bekend om zijn felle uithalen (hij werd omschreven als bulderbas), terwijl hij klein van stuk was (1,65 meter) . 
Jacob schreef en arrangeerde een aantal werken voor harmonie- en symfonieorkesten, mede doordat hij daardoor extra inkomsten kon genereren. De Marinierskapel nam ooit zijn versie van het Adelborstenlied op.